# Rubàixevka
Rubàixevka (en rus: Рубашевка) és un poble (un possiólok) de l'óblast de Vorónej, a Rússia, segons el cens del 2010 tenia 451 habitants.